# Lisco
Lisco (en latín, Liscus) fue un vergobreto (magistrado jefe) de los heduos del centro de la Galia en el año 58 a. C. Cuando Julio César reprochó a los heduos su tardanza en llevar el necesario grano a su campamento, Lisco le dijo lo que hasta entonces le habían ocultado, que algunas personas particulares, más poderosas que los vergobretos, habían conseguido que sus compatriotas retuvieran el grano, mediante sediciones y palabras violentas.